# テオドール・モノ・アフリカ美術博物館
テオドール・モノ・アフリカ美術博物館（Musée Théodore Monod d'Art africain）は、セネガル共和国ダカール市にある博物館。ダカール大学IFAN研究所の附属施設である。

## 概要
以前はIFAN博物館（Musée de l'IFAN）と呼ばれていたが、2007年12月に、フランスの博物学者、テオドール・モノにちなんで、現在の名称に改名された。